# La dicha en movimiento
La dicha en movimiento es el álbum debut de la banda argentina Los Twist, editado en 1983 por SG Discos-Interdisc.
La dicha en movimiento fue un rotundo éxito y se convirtió en uno de los principales propulsores de la música divertida, auténtico parteaguas entre el sonido progresivo del rock argentino de los '70 y el que eventualmente lo llevaría a conquistar América en los '80 de la mano de bandas como Miguel Mateos/ZAS y Soda Stereo.

## Detalles
Fue producido por Charly García, grabado en 1983 y lanzado un 17 de octubre del mismo año, y reeditado en formato CD en el año 1991. Sobre el proceso de grabación, García dijo: 

En tres días hicimos todo. Les pedí que tocaran todo el repertorio de corrido, un tema atrás del otro. Una vez que terminaron, les dije 'váyanse'. Ahí lo mezclé, llamé a los que hacían falta. Yo puse un tecladito, alguna viola. Fabi (Cantilo) cantó divina. Les censuré un par de cosas: en el último tema metían algo de chilenos, judíos. Era medio heavy, por eso lo saqué.
Charly García

Vendió 120.000 copias e incluye canciones como "Jugando hulla-hulla", "Cleopatra, la reina del twist" y "El primero te lo regalan, el segundo te lo venden", entre otros.
En el año 2007, la revista Rolling Stone de Argentina lo ubicó en el puesto 15º de su lista de los 100 mejores álbumes del rock argentino.
«Pensé que se trataba de cieguitos», canción incluida en el álbum, se convirtió en una de las canciones más emblemáticas del rock en español: puesto 56° en el ranking de los 100 mejores temas del rock argentino por Rolling Stone Argentina y MTV en 2002, puesto 44° en un ranking similar por Rock.com.ar en 2007, y puesto 140° en el ranking de las 500 mejores canciones iberoamericanas de rock por la revista estadounidense Al Borde en 2006.

## Origen del nombre y portada
El nombre del disco proviene de un libro que tenía Pipo Cipolatti: el manual de toxicología de la Policía Federal Argentina, donde Pipo, Daniel Melingo y Fabiana Cantilo, junto al resto de la banda, buscaron la palabra cocaína y decía lo siguiente: Cocaína: Raviol. La dicha en movimiento.
El álbum tuvo, en su origen, una portada diferente:

“La tapa era una foto de una fiesta, tipo un asalto, con un sofá, músicos con bonetes, serpentinas, copas de martini y algunas chicas. La fotografía la había hecho Mariano Galperín, amigo de la infancia de Fabián Couto, que en ese momento era nuestro manager. Pero una de las chicas que estaba en la tapa falleció a los pocos días, y decidimos no usar la foto”.
Pipo Cipolatti

Finalmente, en la portada quedaron las serpentinas color rojo y un fondo de color amarillo intenso. “Ese amarillo lo saqué de una promoción de Pepsi que había en ese momento en un supermercado”, recuerda Nebur, seudónimo de Rubén Vázquez, un artista plástico que también trabajó con Los Abuelos de la Nada y Virus, entre otros. 
Veinte años después de aquel debut discográfico de Los Twist, una muestra sobre la cultura en los ’80 realizada por la Fundación Proa escogió la portada del álbum como icono gráfico de la época.[cita requerida]

## Lista de canciones
| Lado uno |                                             |          |  |
| N.º      | Título                                      | Duración |  |
| 1.       | «Jugando hulla-hulla» (Melingo)             | 2:42     |  |
| 2.       | «25 estrellas de oro» (Melingo - Cipolatti) | 2:33     |  |
| 3.       | «S.O.S., sos una rica banana» (Melingo)     | 2:38     |  |
| 4.       | «Salsa!» (Cipolatti)                        | 3:33     |  |
| 5.       | «Lo siento (Hábil declarante)» (Lee)        | 2:35     |  |
| 6.       | «En el bowling» (Melingo - Vázquez)         | 2:33     |  |
| 7.       | «Es la locura» (Ascheri)                    | 2:24     |  |

| Lado dos |                                                                 |          |  |
| N.º      | Título                                                          | Duración |  |
| 8.       | «Ritmo colocado» (Melingo - Nylon)                              | 2:29     |  |
| 9.       | «Pensé que se trataba de cieguitos» (Cipolatti)                 | 2:21     |  |
| 10.      | «Cleopatra, la reina del twist» (Melingo - Tellas)              | 2:29     |  |
| 11.      | «Quién puso el bomp» (Mann - Gofin)                             | 2:32     |  |
| 12.      | «El primero te lo regalan, el segundo te lo venden» (Cipolatti) | 3:20     |  |
| 13.      | «Jabones flotadores» (Cipolatti - Melingo)                      | 2:42     |  |
| 14.      | «Mocasín» (Cipolatti)                                           | 0:59     |  |

## Músicos
- Pipo Cipolatti: voz y guitarras
- Fabiana Cantilo: voz
- Daniel Melingo: clarinete, guitarra rítmica, voz
- Gonzalo Palacios: saxo, coros
- Polo Corbella: batería
- Eduardo Cano: bajo

## Invitados
- Charly García: teclados
- Andrés Calamaro: teclados